# Вудсайд-Іст (Делавер)
Вудсайд-Іст (англ. Woodside East) — переписна місцевість (CDP) в окрузі Кент штату Делавер США. Населення — 2570 осіб (2020).

## Географія
Вудсайд-Іст розташований за координатами 39°4′4″ пн. ш. 75°32′15″ зх. д. / 39.06778° пн. ш. 75.53750° зх. д. (39.067676, -75.537480).  За даними Бюро перепису населення США в 2010 році переписна місцевість мала площу 4,39 км², уся площа — суходіл.

## Демографія
Згідно з переписом 2010 року, у переписній місцевості мешкало 2316 осіб у 807 домогосподарствах у складі 596 родин. Густота населення становила 527 осіб/км².  Було 906 помешкань (206/км²).
Расовий склад населення:
| - 64,7 % — білих - 27,7 % — чорних або афроамериканців - 0,9 % — азіатів - 0,6 % — корінних американців - 0,2 % — вихідців з тихоокеанських островів - 1,2 % — осіб інших рас |

До двох чи більше рас належало 4,7 %. Частка іспаномовних становила 5,7 % від усіх жителів.
За віковим діапазоном населення розподілялося таким чином: 28,7 % — особи молодші 18 років, 60,5 % — особи у віці 18—64 років, 10,8 % — особи у віці 65 років та старші. Медіана віку мешканця становила 35,9 року. На 100 осіб жіночої статі у переписній місцевості припадало 89,8 чоловіків;  на 100 жінок у віці від 18 років та старших — 85,3 чоловіків також старших 18 років.
Середній дохід на одне домашнє господарство  становив 68 592 долари США (медіана — (X)), а середній дохід на одну сім'ю — 83 021 долар (медіана — 55 156). За межею бідності перебувало 27,4 % осіб, у тому числі 38,5 % дітей у віці до 18 років та 20,2 % осіб у віці 65 років та старших.
Цивільне працевлаштоване населення становило 799 осіб. Основні галузі зайнятості: освіта, охорона здоров'я та соціальна допомога — 17,8 %, публічна адміністрація — 15,8 %, роздрібна торгівля — 12,9 %, фінанси, страхування та нерухомість — 11,4 %.